# Leucippus baeri
A Leucippus baeri a madarak osztályának sarlósfecske-alakúak (Apodiformes) rendjébe és a kolibrifélék (Trochilidae) családjába tartozó faj.

## Rendszerezése
A fajt Eugène Simon francia természettudós írta le 1901-ben. Sorolják a Thaumasius nembe Thaumasius baeri néven.

## Előfordulása
Dél-Amerika északnyugati részén, Ecuador és Peru területén honos. Természetes élőhelyei a szubtrópusi és trópusi lombhullató erdők és cserjések. Állandó, nem vonuló faj.

## Megjelenése
Testhossza 9–10 centiméter, testtömege 4,3–4,6 gramm.

## Életmódja
Nektárral táplálkozik, de néha rovarokat is fogyaszt.

## Természetvédelmi helyzete
Az elterjedési területe kicsi, egyedszáma pedig ismeretlen, de még nem éri el a kritikus szintet. A Természetvédelmi Világszövetség Vörös listáján nem fenyegetett fajként szerepel.